# 安文思
加布里埃尔·德·马加良斯（葡萄牙語：Gabriel de Magalhães，1609年—1677年5月6日），葡萄牙耶稣会传教士，漢名安文思，为斐迪南·麦哲伦后裔。《聖教入川記》亦有音譯作嘉庇厄爾·瑪加爾納。

## 生平
安文思1640年前往中国传教，长期与利类思合作，初期在成都建立教堂，后为张献忠服务。张献忠败亡后被豪格虏往北京。豪格死后，利类思和安文思被释放，建立了北京东堂。1677年，安文斯病逝于北京，葬于滕公栅栏墓地。
在华期间，安文思以善于制造机械而闻名，先后曾为张献忠和清朝政府制造过许多仪器，康熙帝称赞其“营造器具有孚上意，其后管理所造之物无不竭力。”安文思还曾在1668年以葡萄牙文写成《中国的十二特点》一文称颂中国，后以《中国新志》为名刊行于巴黎。